# 福岡空港ガルーダ航空機離陸事故
福岡空港ガルーダ航空機離陸事故（ふくおかくうこうガルーダこうくうきりりくじこ）は、1996年（平成8年）6月13日に福岡県福岡市にある福岡空港で発生した航空事故である。
2024年12月現在、日本国内で定期航空便が起こした最後の旅客死亡事故である。

## 事故の概略

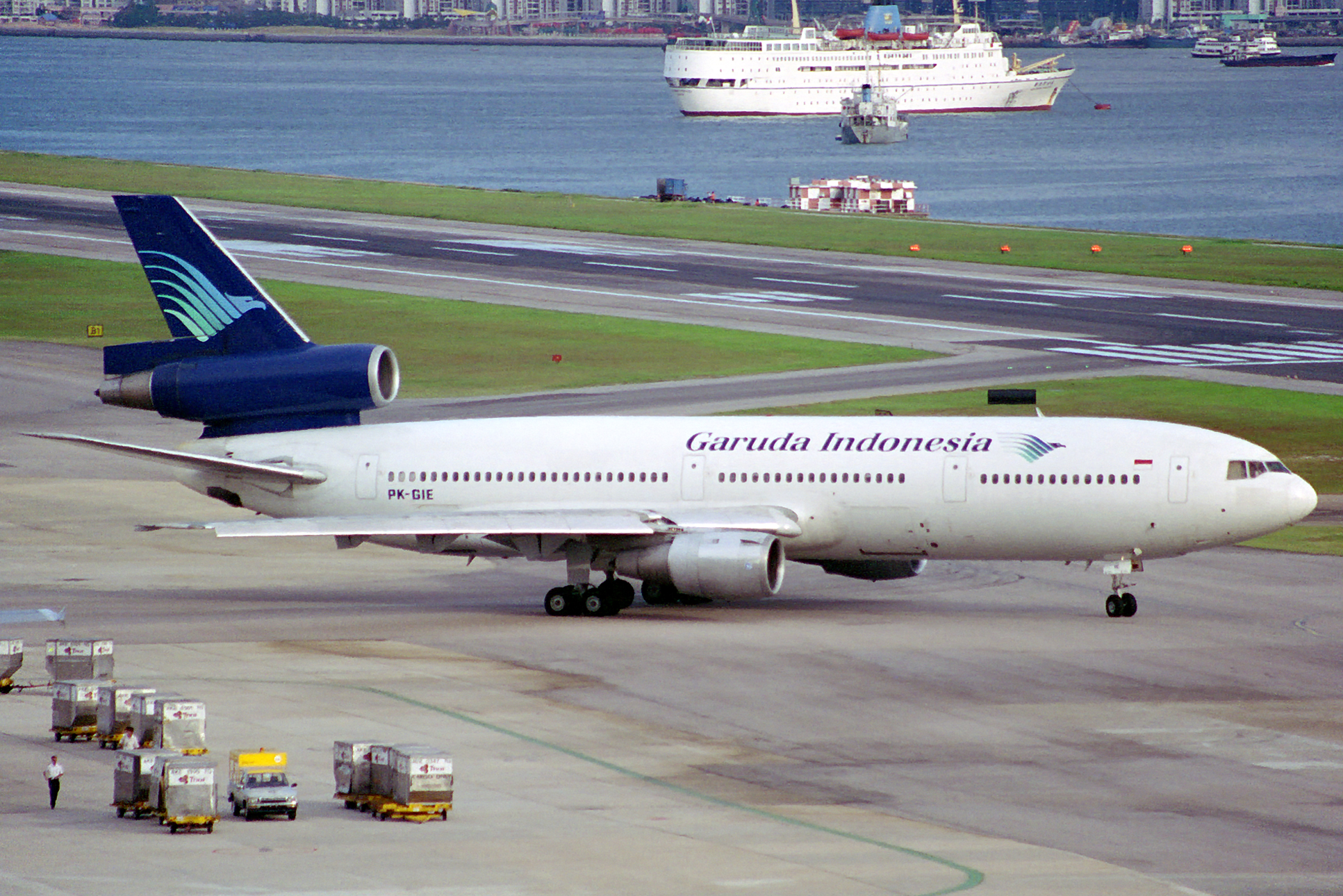
1993年に撮影された事故機

1996年（平成8年）6月13日、福岡空港からインドネシア・バリ島デンパサールを経由し、同国の首都ジャカルタに向かう計画であったガルーダ・インドネシア航空865便（DC-10-30、機体記号PK-GIE、1979年製造）は、12時8分に滑走路16を離陸滑走中ローテーションを開始した直後に右翼第3エンジンが故障した。機長は離陸中止を決断し実行したが、すでに機体が数フィート浮上しており、滑走路内で止まりきれずにオーバーランし滑走路端の緑地帯で擱座した。
擱座した際の衝撃で右翼のランディング・ギア（着陸装置）が燃料タンクを貫通し、機体は炎上した。この事故で乗員15名・乗客260名の合わせて275名のうち3名が死亡し、乗員2名・乗客16名の計18名が重傷、91名が軽傷を負った。また、救助活動や消火活動に従事していた消防士のうち53名が漏洩していたジェット燃料に長時間接触したことによる化学熱傷を負った。
また、事故機は滑走路をオーバーランした際に福岡空港南側に位置する福岡県道45号福岡空港線を横切った。事故発生時に県道を通行していた車両などはなかったが、事故発生直後の報道では「県道45号を走行中の、車数台、トラック1台が巻き込まれた模様」との誤報があった。
死亡した3名はそれぞれ座席番号34K、35J、35Kと機体右窓側に着席していたが、34K、35Kの2名については右側ランディング・ギアが胴体を直撃した衝撃で即死しており、35Jの乗客は気を失い焼死したと推測されている。その他の乗客は機体が全焼する前に脱出したが、脱出時に客室乗務員による避難誘導が十分に行われなかったとの指摘が多くの乗客らからあがった。これは乗客の大半が日本人であり、一部の客室乗務員の呼びかけが乗客に十分に伝わらなかったものと報告書は推測している。しかしながら、乗客の多くから乗員が乗客よりも先に脱出したとの批判は根強かった。

当該機の座席配置図 (死亡者の座席は34K、35K、35J)

## 事故の原因
事故の引き金となった第3エンジンの故障は、エンジン内の高圧第1タービンブレードが粒状酸化疲労により破断したことが原因であった。GEによればCF6-50Cの高圧第1タービン内のエアパッセージの粒状酸化による破壊事故は全世界で21件起きており、顧客には酸化を防ぐコーティングを施した改良品の使用を推奨していた。それはこの種類のブレード内部の疲労亀裂は、150時間間隔で行われるボアスコープなどの通常の検査方法では発見するのが難しいからである。
ガルーダ航空はエンジンの保守をKLMオランダ航空に依頼していた。故障したブレードは4897サイクル時に組み込まれ製造メーカーのゼネラル・エレクトリック社推奨のユーザーが個々に廃棄計画を決めるソフトタイムによるブレード管理方式での目安となる6000サイクルを超え6182サイクルに達していた。KLM航空の判断では組み込み後に推奨廃棄サイクルである6000サイクルを超過しても許容する方針であったが、破断の可能性の情報をガルーダ航空の操縦士や整備部門へ周知が徹底されていなかった。
日本の運輸省航空・鉄道事故調査委員会（当時）は、1997年11月20日に報告書を公表し、離陸を中断した機長の状況判断が適切でなかったとした。機長は「離陸を中断しなければ空港周辺にある建物に衝突するおそれがあるため、離陸の中断を決意した」と証言した。しかし、離陸を中断した時点で離陸決心速度（V1, 279km/h）を超過してローテーションを開始しており、事故機はエンジンの1基が停止しても安全に離陸が持続できる状態であった。
V1超過時に離陸を中止すべきかどうかについて、FAAは長大な滑走路がある場合等を除けば現時点での事故統計から離陸を持続したほうが事故の被害が小さいとしている。ガルーダ航空のマニュアルにも同様にV1を超えての離陸中断は極端に危険なので、離陸を持続するほうが安全性が低いと考えられる場合を除き行ってはならないとされていた。
このため、そのまま離陸し一旦飛行してから緊急着陸することが適切な対処であり、機長の判断は適切でなかったとされた。世界的には同種の事故は多く発生しているが、極端に短い時間で事故の規模と安全に離陸できるかを正確にパイロットが判断することは非常に困難であるとの考え方もある。

## 航空安全の碑
事故現場となった福岡空港の滑走路南側にある月隈1号緑地内には「航空安全の碑」が事故関係者の会によって建立されている。